# Gusborn
Gusborn – miejscowość i gmina położona w niemieckim kraju związkowym Dolna Saksonia, w powiecie Lüchow-Dannenberg. Należy do gminy zbiorowej (niem. Samtgemeinde) Elbtalaue.

## Położenie geograficzne
Gusborn leży ok. 54 km na wschód od Lüneburga i ok. 6 km na wschód od Dannenberg (Elbe).
Od zachodu sąsiaduje z Dannenberg (Elbe), od północy z gminą Damnatz, od wschodu z gminą Langendorf i od południa z miastem Lüchow (Wendland) i gminą Trebel z gminy zbiorowej Lüchow (Wendland).

## Miejscowości gminy
W skład gminy Gusborn po reformie obszarów gminnych z 1972 wchodzą następujące miejscowości: Forsthaus Seybruch, Groß Gusborn, Hof Wulfsahl, Klein Gusborn, Quickborn, Siemen, Sipnitz i Zadrau.

## Komunikacja
Gusborn znajduje się ok. 3 km na południe od drogi B191 prowadzącej z Ludwigslust do Celle przez Dannenberg (Elbe).